# Amiche nemiche (serie televisiva 2012)
Amiche nemiche (GCB), nota anche con i titoli di lavorazione Good Christian Bitches e Good Christian Belles, è una serie televisiva statunitense trasmessa dal 4 marzo 2012 sul network ABC. Creata da Robert Harling, è basata sul romanzo Good Christian Bitches, scritto da Kim Gatlin.
In Italia è stata trasmessa in prima visione sul canale satellitare Fox Life dal 5 settembre al 7 novembre 2012.

## Trama
Amanda Vaughn, perfida ragazza ai tempi del liceo, è ora una vedova madre single di due bambini che ritorna a vivere con la madre Gigi presso la sua città natale, Dallas. Qui ritrova le sue ex compagne di scuola, di cui lei era solita sbeffeggiarsi: Carlene Cockburn, Sharon Peacham, Heather Cruz e Cricket Caruth-Reilly, che mentre fingono di adottare atteggiamenti di simpatia e riconciliazione complottano alle sue spalle.

## Episodi
| Stagione       | Episodi | Prima TV USA | Prima TV Italia |
| -------------- | ------- | ------------ | --------------- |
| Prima stagione | 10      | 2012         | 2012            |

## Personaggi e interpreti
- Amanda Vaughn, interpretata da Leslie Bibb, doppiata da Giuppy Izzo.
Protagonista della serie, è una giovane mamma vedova che, dopo la morte del marito, torna nella sua cittadina natale in Texas insieme ai suoi due figli, Will e Laura.
È un'ex alcolizzata.
- Sharon Peacham, interpretata da Jennifer Aspen, doppiata da Francesca Guadagno.
Ex reginetta di bellezza, non riesce a sopportare che Amanda le tolse la corona e, soprattutto, non sopporta che lei fu il primo amore di suo marito Zack. Dopo aver messo su parecchi chili, la vita di Sharon gira ora intorno alla famiglia e a Carlene, che la comanda a bacchetta.
- Heather Cruz, interpretata da Marisol Nichols, doppiata da Chiara Colizzi.
Single e potente nel suo lavoro, Heather, nonostante l'amicizia con Carlene, è l'unica ad accettare le scuse di Amanda e a riconoscere in lei una persona nuova.
- Cricket Caruth-Reilly, interpretata da Miriam Shor, doppiata da Alessandra Cassioli.
Dipendente dalla vita di palestra, Cricket è una forte donna d'affari che, insieme a suo marito Blake, dirige una grande società nella città. Amica di Carlene, accetta di ostacolare Amanda anche, e soprattutto, per un vecchio conto in sospeso: Amanda infatti, al liceo, fece terra bruciata intorno a lei mandando in giro voci false su di lei, dicendo che aveva l'herpes. Era l'ex fidanzata del marito di Amanda, Bill.
- Ripp Cockburn, interpretato da David James Elliott, doppiato da Francesco Prando.
Marito di Carlene, sembra essere l'unico in città a non essere attratto da Amanda, alla quale confessa di conoscere suo marito.
- Blake Reilly, interpretato da Mark Deklin, doppiato da Alessio Cigliano.
Marito e socio di Cricket, è segretamente omosessuale e ha una relazione con Booth Becker.
- Zack Peacham, interpretato da Brad Beyer, doppiato da Giorgio Borghetti.
Marito di Sharon, è il proprietario di un salone di auto e, segretamente, è innamorato di Amanda.
- Gigi Stopper, interpretata da Annie Potts, doppiata da Marina Tagliaferri.
Cristiana e voce della coscienza di Amanda, è sua madre che, per non farsi chiamare nonna, ha preso il nomignolo di "Gigi". Convinta da sempre che Bill non era adatto per sua figlia, accetta di ospitarla in casa sua e la spinge ad entrare nella vita sociale di Dallas per "rimettersi in piazza".
- Carlene Cockburn, interpretata da Kristin Chenoweth, doppiata da Laura Latini (ep. 1-4) e da Ilaria Latini (ep. 5-10).
È la principale rivale di Amanda che, dopo essere stata presa in giro al liceo per il suo aspetto, dopo una serie di ricorsi alla chirurgia plastica, è ora una donna molto attraente sposata con un uomo molto bello. Apparentemente una fedele cristiana, la donna è decisa ad utilizzare ogni mezzo a sua disposizione per mettere i bastoni tra le ruote ad Amanda per farle pagare il dolore che le fece provare negli anni passati.

## Produzione
La ABC diede semaforo verde al progetto di Robert Harling, basato sul romanzo del 2008 Good Christian Bitches, nel settembre del 2010. Sin dalle prime fasi di produzione, GCB venne accostata sia dai critici che dagli addetti ai lavori alla serie TV dello stesso genere Desperate Housewives, anch'essa trasmessa dalla ABC, tanto da essere spesso descritta come una sorta di «Desperate Housewives in Texas».
Inizialmente la serie assunse un titolo di lavorazione uguale a quello del libro al quale è ispirata, ma la presenza del termine «Bitch», in lingua inglese corrispondente ad un insulto, accanto all'aggettivo «Christian», indicante l'appartenenza alla fede cristiana, generò critiche negative sia da gruppi religiosi che femministi. La rete decise quindi di cambiare il titolo in Good Christian Belles, poi abbreviato nell'acronimo GCB.
Il casting si svolse dal mese di febbraio 2011; Jennifer Aspen fu la prima attrice ad essere ingaggiata per il ruolo di una delle co-protagoniste, Sharon Peacham. Durante il mese successivo, furono ingaggiate anche Leslie Bibb, per il ruolo della protagonista Amanda Vaughn; Annie Potts, per il ruolo di Gigi, madre di Amanda; Miriam Shor, per il ruolo di Cricket Caruth-Reilly; Marisol Nichols, per interpretare Heather Cruz; e Kristin Chenoweth, per il ruolo di Carlene Cockburn, antagonista di Amanda. Nello stesso mese si unirono al cast anche David James Elliott e Mark Deklin, rispettivamente interpreti di Ripp Cockburn, marito di Carlene, e Blake Reilly, marito omosessuale di Cricket.
Ambientata e girata nella città di Dallas, nel mese di maggio 2011 la serie ottenne l'ordine di una prima stagione completa per la stagione televisiva 2011-2012, trasmessa in midseason dal 4 marzo 2012. L'11 maggio 2012 la ABC decise di non rinnovare la serie per una seconda stagione.